# مايكل ويلسون (كاتب)
مايكل ويلسون (بالإنجليزية: Michael Wilson)‏ (1 يوليو 1914 –
9 أبريل 1978) هو كاتب سيناريو، من الولايات المتحدة الأمريكية، ولد في أوكلاهوما، توفي في لوس أنجلوس، عن عمر يناهز 64 عاماً، بسبب نوبة قلبية.

## التعليم
تعلم في جامعة كاليفورنيا، بركلي.

## الخدمة العسكرية
خدم في قوات مشاة بحرية الولايات المتحدة.

## جوائز وترشيحات
حصل على جوائز منها:
- جائزة الأوسكار لأفضل كتابة "سيناريو مقتبس"، عن عمل: مكان في الشمس
- جائزة الأوسكار لأفضل كتابة "سيناريو مقتبس"، عن عمل: جسر على نهر كواي
- جائزة إدغار.

ترشح لـ:
- جائزة الأوسكار لأفضل كتابة "سيناريو مقتبس"، عن عمل: مكان في الشمس
- جائزة الأوسكار لأفضل كتابة "سيناريو مقتبس"، عن عمل: جسر على نهر كواي
- جائزة الأوسكار لأفضل كتابة "سيناريو مقتبس"، عن عمل: إقناع ودي
- جائزة الأوسكار لأفضل كتابة "سيناريو مقتبس"، عن عمل: 5 Fingers [الإنجليزية]‏
- جائزة الأوسكار لأفضل كتابة "سيناريو مقتبس"، عن عمل: لورنس العرب.

## وصلات خارجية
- مايكل ويلسون على موقع IMDb (الإنجليزية)
- مايكل ويلسون على موقع الموسوعة البريطانية (الإنجليزية)
- مايكل ويلسون على موقع قاعدة بيانات الفيلم (الإنجليزية)